# Gogia
La gogia (gen. Gogia) è un echinoderma estinto, appartenente agli eocrinoidi. Visse tra il Cambriano inferiore e il Cambriano medio (circa 515 - 505 milioni di anni fa) e i suoi resti fossili sono stati ritrovati in Nordamerica e in Europa.

## Descrizione
Questo animale possedeva un corpo conico arrotondato (theca) a forma di vaso, posto su un corto peduncolo; attorno al corpo spuntavano una dozzina di braccia nei pressi della sommità; queste braccia erano molto sottili e allungate. La theca era invece composta da un insieme di piastre che si intersecavano fra loro; le piastre più grosse erano dotate di creste e scalanature. I cinque ambulacra tipici degli echinodermi erano separati in paia o radunati in file dritte simili a nastri. Gogia non superava i 10 centimetri di lunghezza.

## Classificazione
Il genere Gogia venne descritto per la prima volta da Charles Doolittle Walcott nel 1917, sulla base di fossili ritrovati nella formazione Mount Whyte in Alberta; la specie tipo è Gogia prolifica, del Cambriano medio. Al genere Gogia sono state ascritte numerose altre specie, quasi tutte del Cambriano medio degli Stati Uniti e del Canada: G. spiralis dello Utah, G. granulosa dello Utah e del Messico, G. longidactylus del Nevada, G. multibrachiatus dell'Arizona, G. palmeri dell'Idaho, G. hobbsi e G. kitchenerensis dello Utah, G. stephenensis di Burgess Shales (Columbia Britannica). Altri fossili di Gogia sono stati ritrovati nel Cambriano medio della Francia (G. gondi) e della Spagna (G. parsleyi). La specie più antica è G. ojenai, della fine del Cambriano inferiore della California.
Gogia è considerato un rappresentante degli eocrinoidi, un gruppo di echinodermi simili ai crinoidi ma non strettamente imparentati con questi ultimi; gli eocrinoidi facevano parte dei blastozoi, un gruppo estinto di echinodermi.

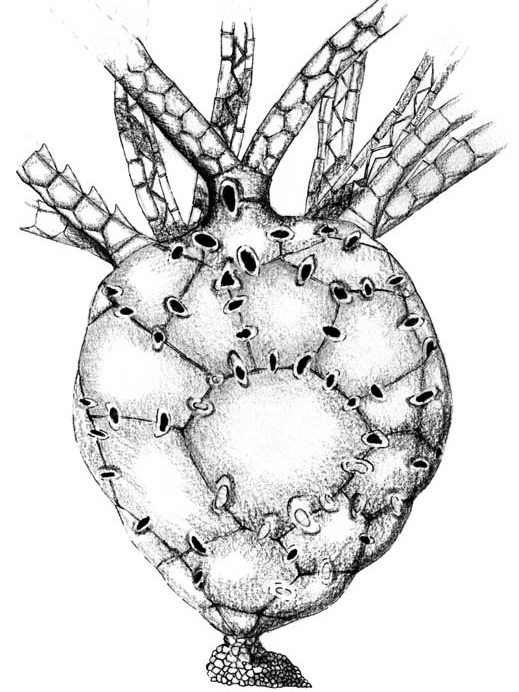
Ricostruzione di Gogia parsleyi

## Paleobiologia
Gogia, come tutti gli eocrinoidi, era un organismo che si ancorava al fondale marino grazie al suo corto peduncolo calcificato, e si nutriva di piccole particelle sospese nell'acqua grazie alle sue braccia simili a tentacoli. Le particelle di cibo erano trasportate dalle braccia verso solchi (ambulacra) fino a giungere a una bocca centrale posta alla sommità della theca.

## Galleria d'immagini

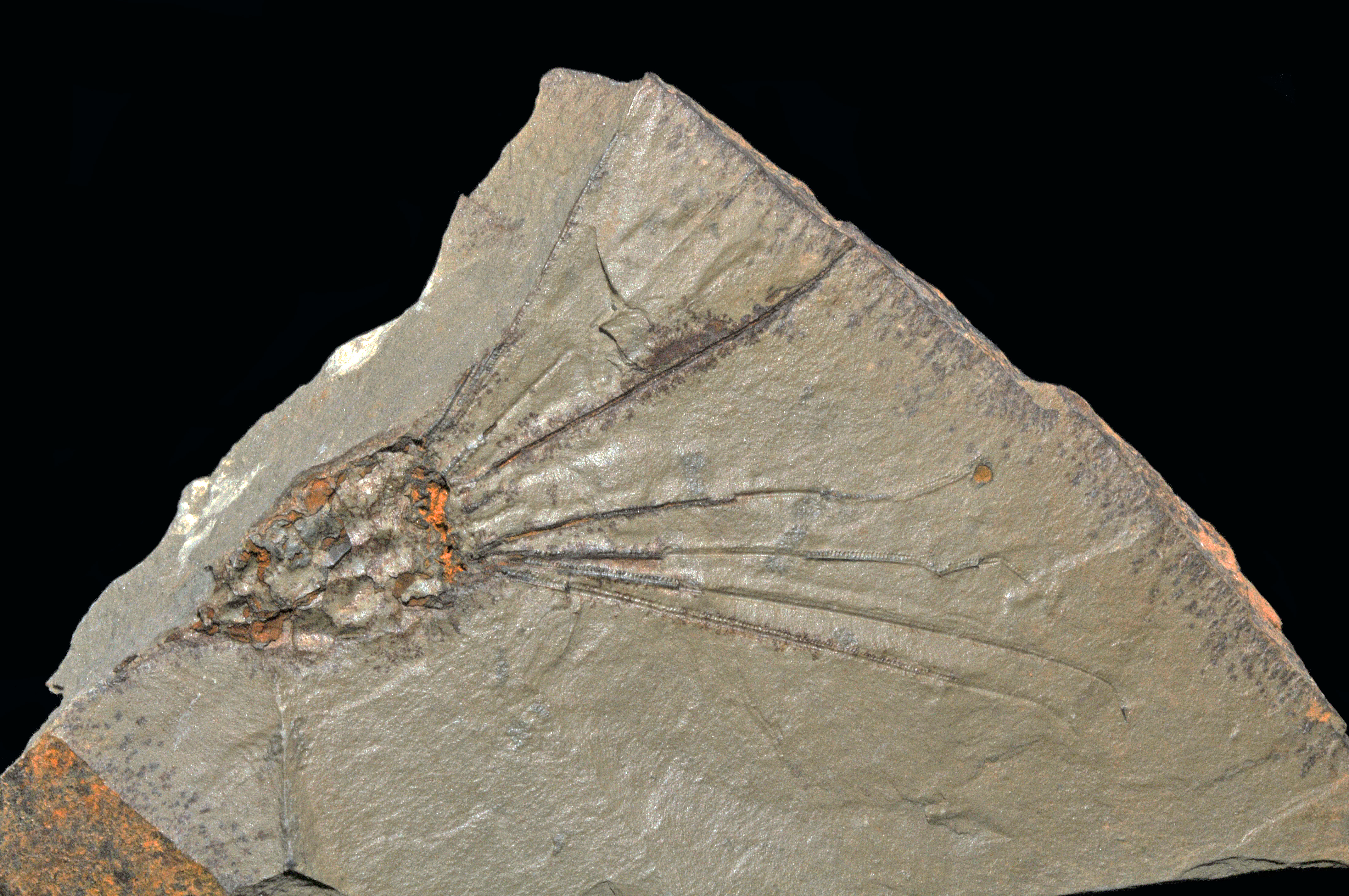
Fossile di Gogia kitchenerensis
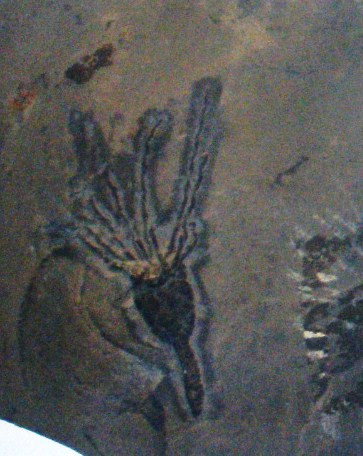
Fossile di Gogia spiralis
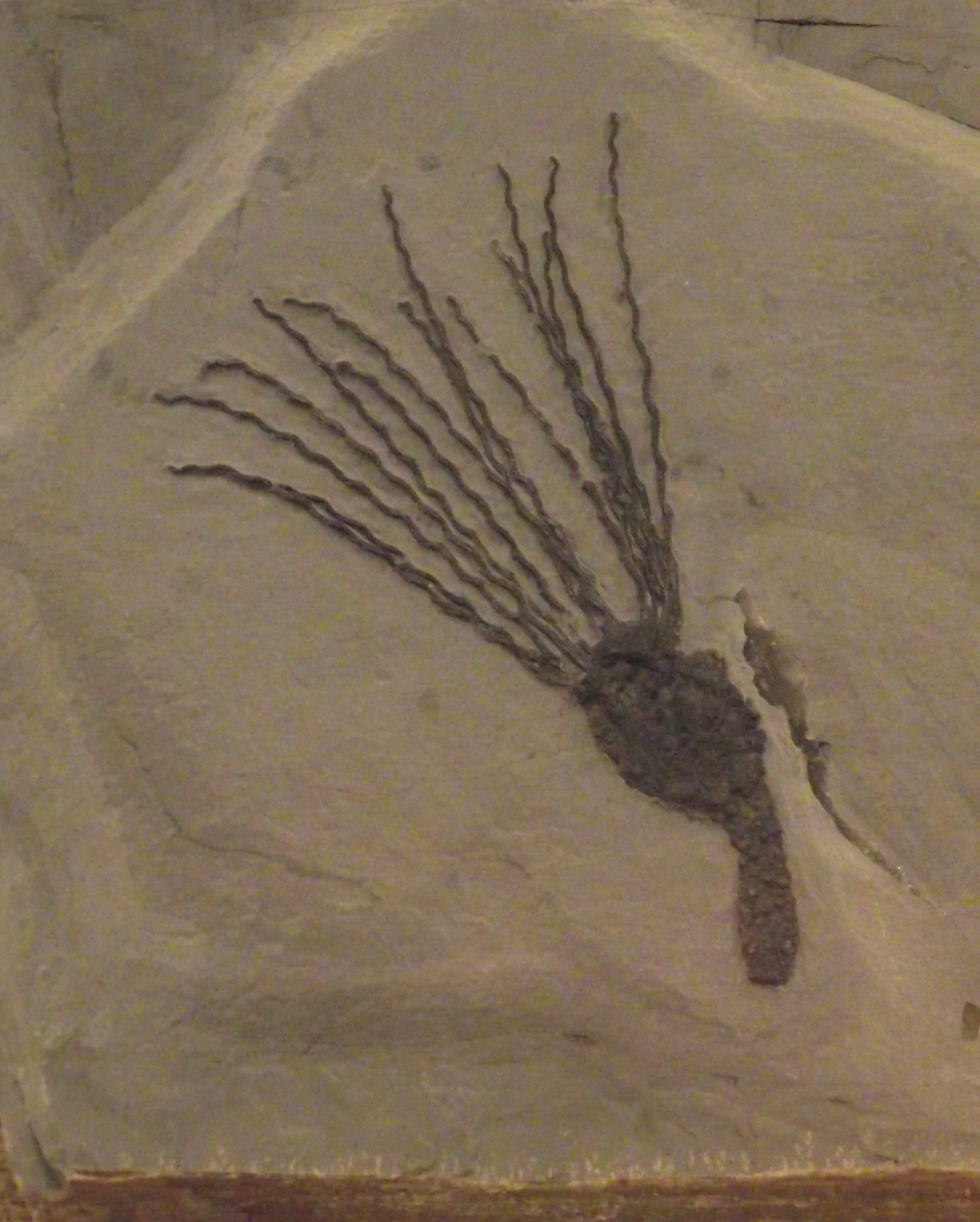
Fossile di Gogia spiralis
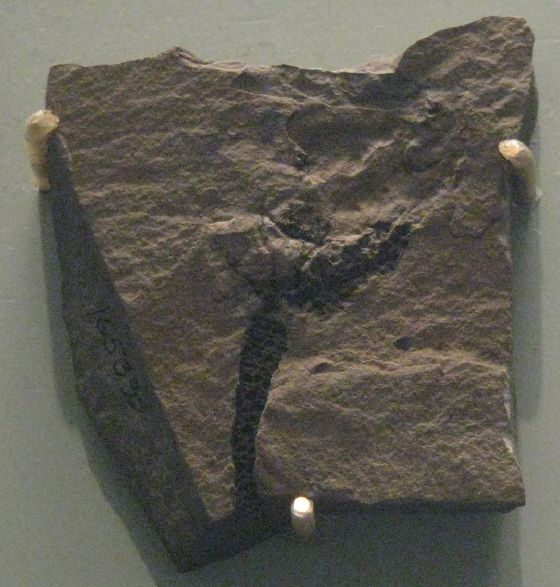
Fossile di Gogia stephenensis
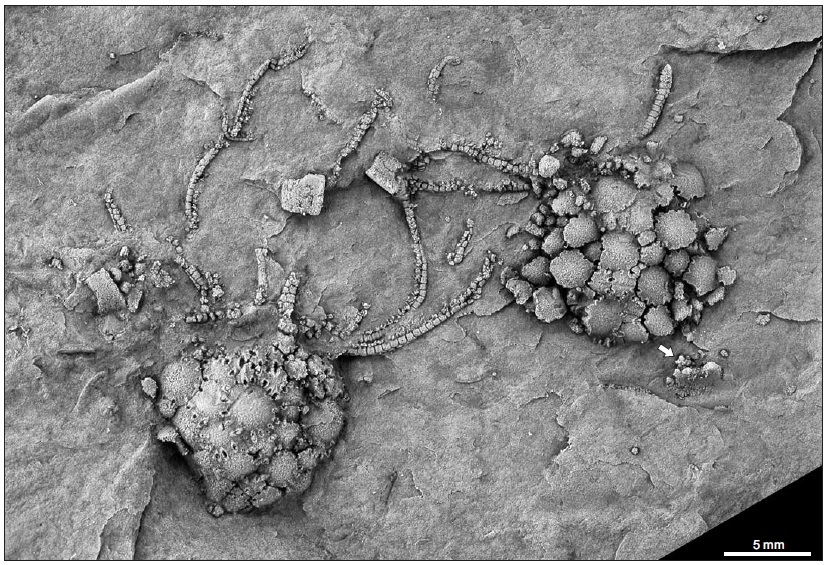
Fossile di Gogia parsleyi
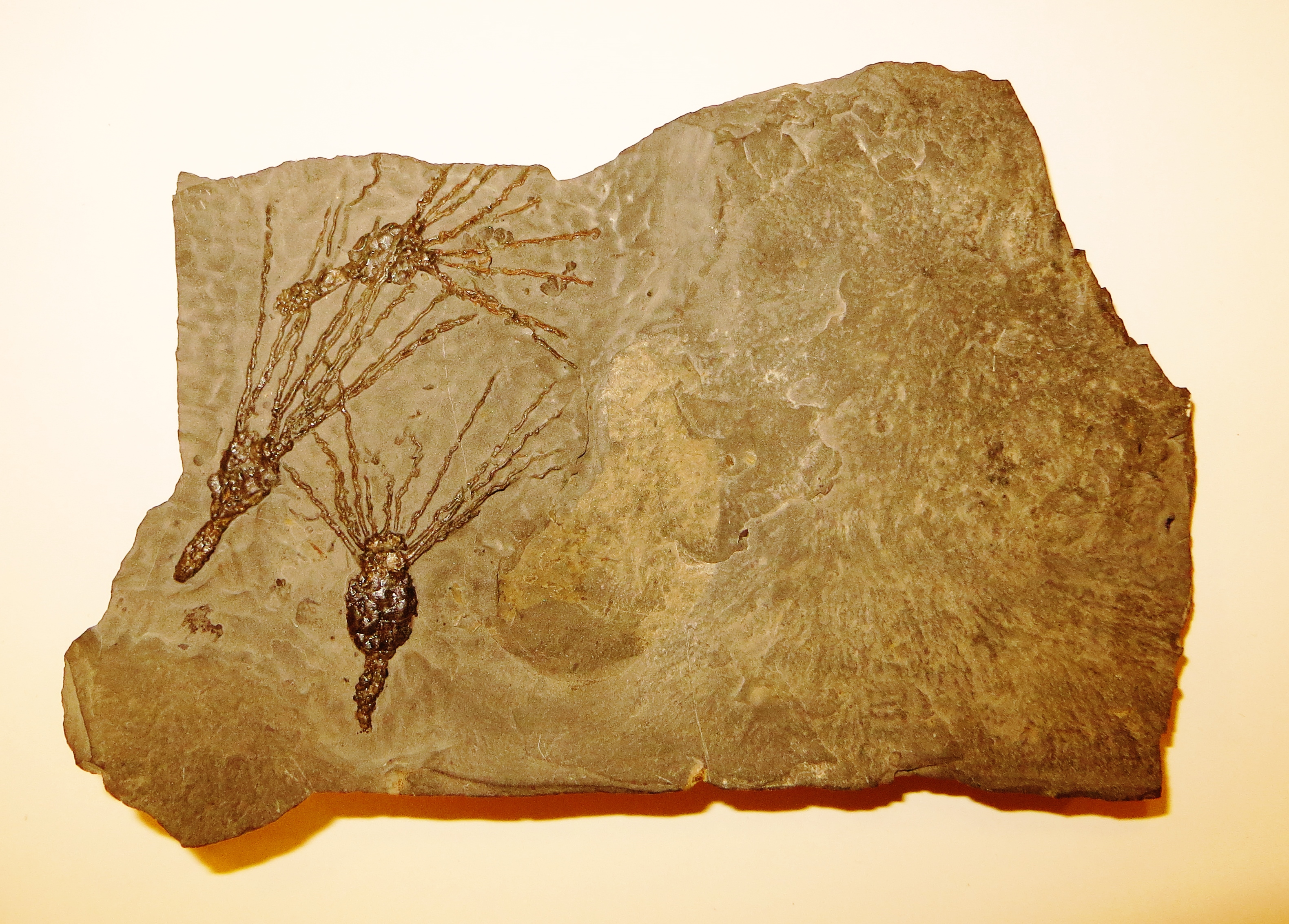
Fossile di Gogia spiralis
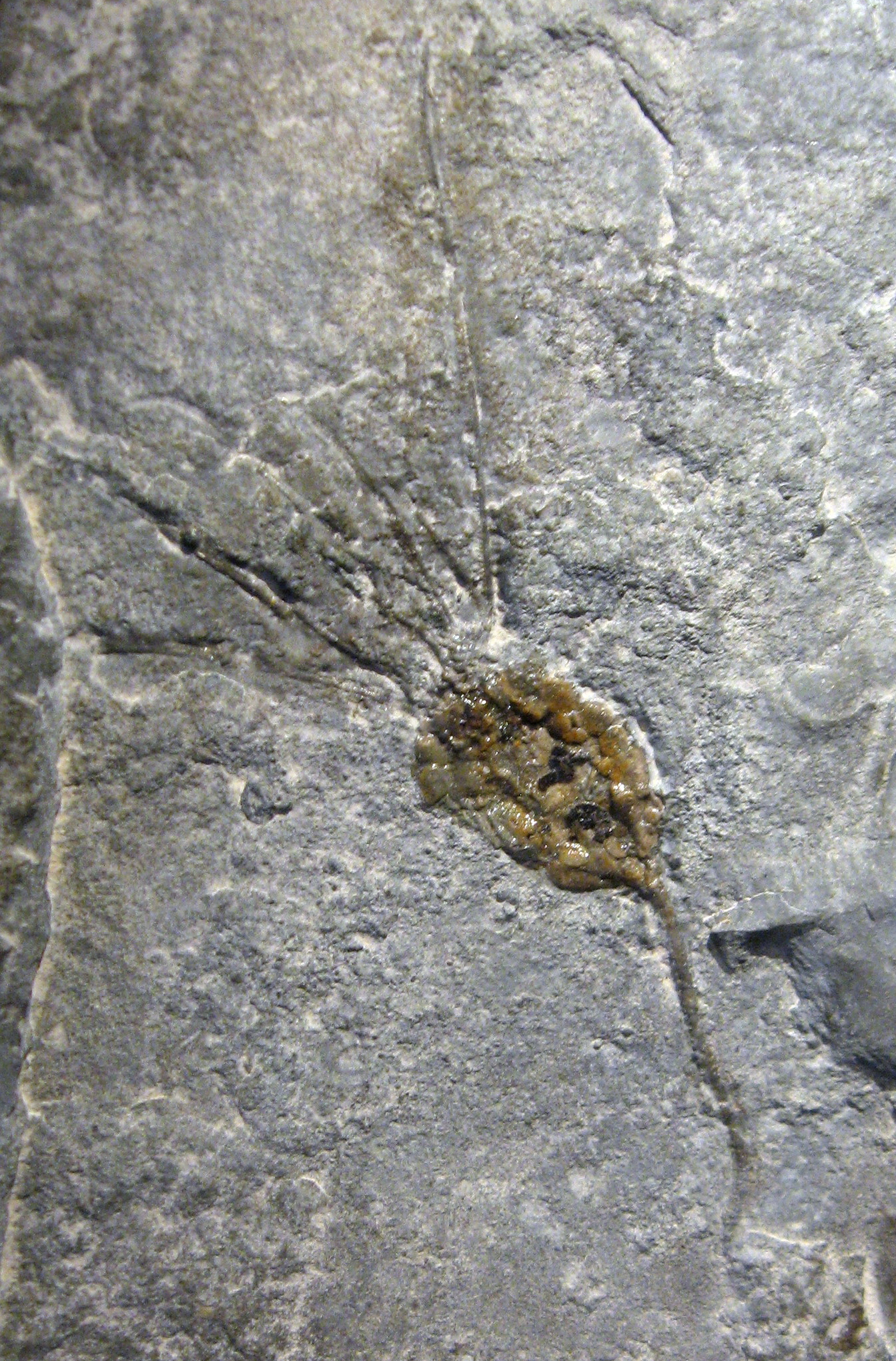
Fossile di Gogia kitchenerensis
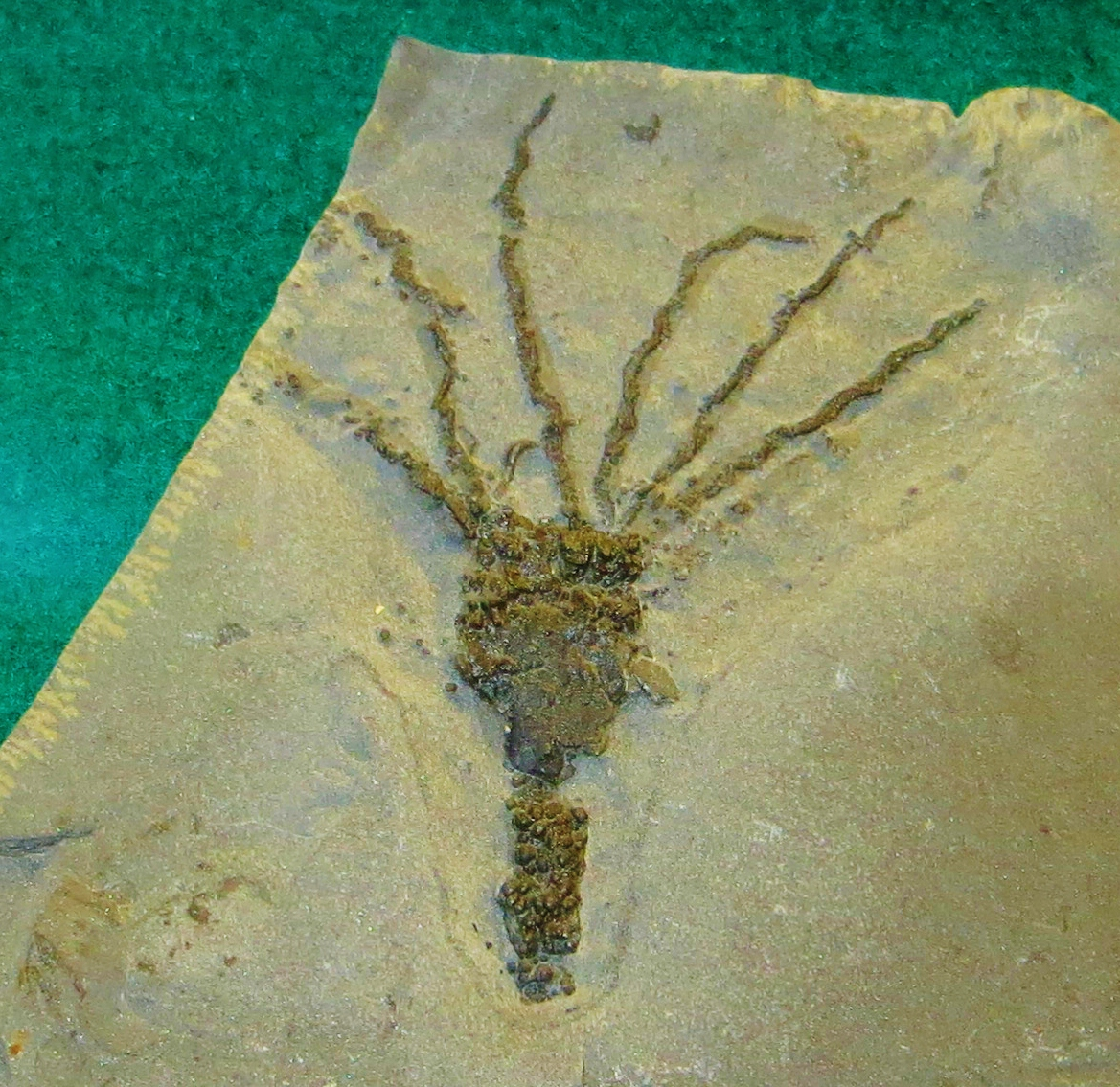
Fossile di Gogia spiralis